# Monforte del Cid
Monforte del Cid (em castelhano e oficialmente) ou Montfort (em valenciano), antigamente chamado Nompot, é um município da Espanha na província de Alicante, Comunidade Valenciana. Tem 79,5 km² de área e em 2021 tinha 8 500 habitantes (densidade: 106,9 hab./km²).

## Demografia
| Variação demográfica do município entre 1991 e 2004 | Variação demográfica do município entre 1991 e 2004 | Variação demográfica do município entre 1991 e 2004 | Variação demográfica do município entre 1991 e 2004 |
| --------------------------------------------------- | --------------------------------------------------- | --------------------------------------------------- | --------------------------------------------------- |
| 1991                                                | 1996                                                | 2001                                                | 2004                                                |
| 5050                                                | 5082                                                | 5576                                                | 5864                                                |